# January (album)
January is het tweede muziekalbum van de Poolse pianist Marcin Wasilewski. Het album is opgenomen in de Avatar Studios in New York. Wasilewski en zijn medemusici laten duidelijk horen wie hun grote voorbeelden zijn, het Standards-trio van Keith Jarrett.

## Musici
- Marcin Wasilewski – piano
- Sławomir Kurkiewicz – contrabas
- Michal Miskiewicz – slagwerk

## Composities
1. The first touch (Wasilewski) (4:13)
2. Vignette (Gary Peacock) (8:05)
3. Cinema Paradiso (Ennio Morricone / Andrea Morricone) (8:30)
4. Diamonds and pearls (Prince Rogers Nelson) (5:45)
5. Balladyna (Tomasz Stanko) (6:46)
6. King Korn (Carla Bley) (6:45)
7. The cat (Wasilewski) (9:58)
8. January (Wasilewski) (8:38)
9. The young and cinema (Wasilewski) (9:08)
10. New York 2007 (Wasilewski / Kurkiewicz / Miskiewicz) (2:46)